# Manso (Alta Córcega)
Manso es una comuna y población de Francia, en la región de Córcega, departamento de Alta Córcega, en el distrito de Calvi y cantón de Calenzana.
Su población en el censo de 1999 era de 106 habitantes.
Está integrada en la Communauté de communes de Calvi Balagne.

## Geografía
Comprende el valle medio y alto del río Fango. El acceso es por la carretera departamental D351, que, recorriendo el valle de dicho río, comunica Manso con Galéria y la red viaria de la isla.

## Demografía
| 54                         | 79 | 125 | 175 | 130 | 106 |
| (Fuente: [cita requerida]) |    |     |     |     |     |

(Población sans doubles comptes según la metodología del INSEE)

## Personas ligadas a la comuna
- Alice Saunier-Seité, política francesa.